# Amerikaanse auto in 2005
Dit artikel geeft een overzicht van alle Amerikaanse en Australische personenwagens die in 2005 op de markt kwamen. De auto's staan alfabetisch gerangschikt per merk.

## Noord-Amerika
| Buick |                  | concern:               | General Motors Verenigde Staten |
| Buick | divisie:         |                        |                                 |
| Buick | merk:            | Buick Verenigde Staten |                                 |
| Buick | model:           | Lucerne                |                                 |
| Buick | einde productie: | ?                      |                                 |
| Buick | productieaantal: | ?                      |                                 |

| Cadillac |                  | concern:                  | General Motors Verenigde Staten |
| Cadillac | divisie:         |                           |                                 |
| Cadillac | merk:            | Cadillac Verenigde Staten |                                 |
| Cadillac | model:           | DTS                       |                                 |
| Cadillac | einde productie: | 2011                      |                                 |
| Cadillac | productieaantal: | 211.518 (verkocht)        |                                 |

| Cadillac |                  | concern:                             | General Motors Verenigde Staten |
| Cadillac | divisie:         |                                      |                                 |
| Cadillac | merk:            | Cadillac Verenigde Staten            |                                 |
| Cadillac | model:           | STS-V (sportieve variant van de STS) |                                 |
| Cadillac | einde productie: | 2009                                 |                                 |
| Cadillac | productieaantal: | 2503                                 |                                 |

| Cadillac |                  | concern:                              | General Motors Verenigde Staten |
| Cadillac | divisie:         |                                       |                                 |
| Cadillac | merk:            | Cadillac Verenigde Staten             |                                 |
| Cadillac | model:           | XLR-V (sportiever variant van de XLR) |                                 |
| Cadillac | einde productie: | 2009                                  |                                 |
| Cadillac | productieaantal: | 2188                                  |                                 |

| Chevrolet |                  | concern:                   | General Motors Verenigde Staten |
| Chevrolet | divisie:         |                            |                                 |
| Chevrolet | merk:            | Chevrolet Verenigde Staten |                                 |
| Chevrolet | model:           | Aveo5                      |                                 |
| Chevrolet | einde productie: | ?                          |                                 |
| Chevrolet | productieaantal: | ?                          |                                 |

| Chevrolet |                  | concern:                                                 | General Motors Verenigde Staten |
| Chevrolet | divisie:         |                                                          |                                 |
| Chevrolet | merk:            | Chevrolet Verenigde Staten (Corvette in Europa tot 2010) |                                 |
| Chevrolet | model:           | Corvette cabriolet (C6; 6e generatie)                    |                                 |
| Chevrolet | einde productie: | 2013                                                     |                                 |
| Chevrolet | productieaantal: | 58.402                                                   |                                 |

| Chevrolet |                  | concern:                   | General Motors Verenigde Staten |
| Chevrolet | divisie:         |                            |                                 |
| Chevrolet | merk:            | Chevrolet Verenigde Staten |                                 |
| Chevrolet | model:           | Evanda (Epica)             |                                 |
| Chevrolet | einde productie: | 2006                       |                                 |
| Chevrolet | productieaantal: | ?                          |                                 |

| Chevrolet |                  | concern:                                          | General Motors Verenigde Staten |
| Chevrolet | divisie:         |                                                   |                                 |
| Chevrolet | merk:            | Chevrolet Verenigde Staten                        |                                 |
| Chevrolet | model:           | Impala (9e generatie)                             |                                 |
| Chevrolet | einde productie: | 2012                                              |                                 |
| Chevrolet | productieaantal: | ca. 1,8 miljoen (verkocht in de Verenigde Staten) |                                 |

| Chevrolet |                  | concern:                   | General Motors Verenigde Staten |
| Chevrolet | divisie:         |                            |                                 |
| Chevrolet | merk:            | Chevrolet Verenigde Staten |                                 |
| Chevrolet | model:           | Kalos 3/5p                 |                                 |
| Chevrolet | einde productie: | 2007                       |                                 |
| Chevrolet | productieaantal: | ?                          |                                 |

| Chevrolet |                  | concern:                   | General Motors Verenigde Staten |
| Chevrolet | divisie:         |                            |                                 |
| Chevrolet | merk:            | Chevrolet Verenigde Staten |                                 |
| Chevrolet | model:           | Monte Carlo                |                                 |
| Chevrolet | einde productie: | 2007                       |                                 |
| Chevrolet | productieaantal: | ?                          |                                 |

| Chevrolet |                  | concern: | General Motors Verenigde Staten |
| Chevrolet | divisie:         | |                                 |
| Chevrolet | merk:            | Chevrolet Verenigde Staten |                                 |
| Chevrolet | model:           | Vectra (3e generatie; badge-engineered Opel Vectra C; op de markt in een aantal Latijns-Amerikaanse landen, maar niet in Brazilië) |                                 |
| Chevrolet | einde productie: | 2012 |                                 |
| Chevrolet | productieaantal: | ? |                                 |

| Chrysler Dodge |                  | concern: | DaimlerChrysler Duitsland |
| Chrysler Dodge | divisie:         | |                           |
| Chrysler Dodge | merk:            | Chrysler en Dodge Verenigde Staten |                           |
| Chrysler Dodge | model:           | 300 SRT-8 sedan (Chrysler; krachtiger variant van de 1e generatie 300 uit 2004) Magnum SRT-8 stationwagen (Dodge; krachtiger variant van de Magnum uit 2004) |                           |
| Chrysler Dodge | einde productie: | 2008 (Magnum), 2010 (300) |                           |
| Chrysler Dodge | productieaantal: | 18.366 (300), 4129 (Magnum) |                           |

| Dodge |                  | concern:                                                              | DaimlerChrysler Duitsland |
| Dodge | divisie:         |                                                                       |                           |
| Dodge | merk:            | Dodge Verenigde Staten                                                |                           |
| Dodge | model:           | Charger sedan (6e generatie) Charger SRT-8 sedan (krachtiger variant) |                           |
| Dodge | einde productie: | 2010                                                                  |                           |
| Dodge | productieaantal: | ca. 580.000 (verkocht in de Verenigde Staten), 16.482 (SRT-8)         |                           |

| Dodge |                  | concern:                                | DaimlerChrysler Duitsland |
| Dodge | divisie:         |                                         |                           |
| Dodge | merk:            | Dodge Verenigde Staten                  |                           |
| Dodge | model:           | Viper SRT-10 coupé (ZB I; 3e generatie) |                           |
| Dodge | einde productie: | 2007                                    |                           |
| Dodge | productieaantal: | 1117                                    |                           |

| Ford |                  | concern:              | onafhankelijk |
| Ford | divisie:         |                       |               |
| Ford | merk:            | Ford Verenigde Staten |               |
| Ford | model:           | Escape                |               |
| Ford | einde productie: | 2007                  |               |
| Ford | productieaantal: | ?                     |               |

| Ford Mercury |                  | concern: | Ford Motor Company Verenigde Staten |
| Ford Mercury | divisie:         | |                                     |
| Ford Mercury | merk:            | Ford en Mercury Verenigde Staten                                                                                     |                                     |
| Ford Mercury | model:           | Explorer vijfdeur-suv (Ford; 4e generatie) Mountaineer (3e generatie; badge-engineered luxueuzer versie van Mercury) |                                     |
| Ford Mercury | einde productie: | 2010 (Explorer), 3 oktober 2010 (Mountaineer)                                                                        |                                     |
| Ford Mercury | productieaantal: | ca. 600.000 Explorer, ca. 100.000 Mountaineer (verkocht in de Verenigde Staten)                                      |                                     |

| Ford Mercury |                  | concern:                                                                                                  | onafhankelijk |
| Ford Mercury | divisie:         | |               |
| Ford Mercury | merk:            | Ford en Mercury Verenigde Staten                                                                          |               |
| Ford Mercury | model:           | Fusion (Ford; 1e generatie) Milan (1 generatie; badge-engineered luxueuzer versie van Mercury)            |               |
| Ford Mercury | einde productie: | 2010 (Milan), 2012 (Fusion)                                                                               |               |
| Ford Mercury | productieaantal: | ca. 1,1 miljoen (Fusion verkocht in de Verenigde Staten), 166.036 (Milan verkocht in de Verenigde Staten) |               |

| Ford |                  | concern:              | onafhankelijk |
| Ford | divisie:         |                       |               |
| Ford | merk:            | Ford Verenigde Staten |               |
| Ford | model:           | Ranger                |               |
| Ford | einde productie: | ?                     |               |
| Ford | productieaantal: | ?                     |               |

| Hummer |                  | concern:                | General Motors Verenigde Staten |
| Hummer | divisie:         |                         |                                 |
| Hummer | merk:            | Hummer Verenigde Staten |                                 |
| Hummer | model:           | H3                      |                                 |
| Hummer | einde productie: | ?                       |                                 |
| Hummer | productieaantal: | ?                       |                                 |

| Jeep |                  | concern:                                            | DaimlerChrysler Duitsland |
| Jeep | divisie:         |                                                     |                           |
| Jeep | merk:            | Jeep Verenigde Staten                               |                           |
| Jeep | model:           | Commander vijfdeur-suv (slechts één generatie)      |                           |
| Jeep | einde productie: | 2010                                                |                           |
| Jeep | productieaantal: | 226.882 (verkocht in de Verenigde Staten en Europa) |                           |

| Jeep |                  | concern: | DaimlerChrysler Duitsland |
| Jeep | divisie:         | |                           |
| Jeep | merk:            | Jeep Verenigde Staten |                           |
| Jeep | model:           | Grand Cherokee SRT-8 vijfdeur-suv (krachtiger variant van de 3e generatie Grand Cherokee uit 2004; ook bij Steyr-Fahrzeugtechnik in Oostenrijk gebouwd) |                           |
| Jeep | einde productie: | maart 2010 |                           |
| Jeep | productieaantal: | 18.076 |                           |

| Lincoln |                  | concern:                                                                                           | Ford Motor Company Verenigde Staten |
| Lincoln | divisie:         | |                                     |
| Lincoln | merk:            | Lincoln Verenigde Staten                                                                           |                                     |
| Lincoln | model:           | Mark LT pick-up (1e generatie; badge-engineered luxueuzer variant van de 11e generatie Ford F-150) |                                     |
| Lincoln | einde productie: | 2008                                                                                               |                                     |
| Lincoln | productieaantal: | 36.187 (verkocht in de Verenigde Staten)                                                           |                                     |

| Lincoln |                  | concern:                                                                     | Ford Motor Company Verenigde Staten |
| Lincoln | divisie:         |                                                                              |                                     |
| Lincoln | merk:            | Lincoln Verenigde Staten                                                     |                                     |
| Lincoln | model:           | Zephyr (1e generatie; kreeg in 2007 een facelift en de nieuwe modelnaam MKZ) |                                     |
| Lincoln | einde productie: | 2012                                                                         |                                     |
| Lincoln | productieaantal: | ca. 200.000 (verkocht in de Verenigde Staten)                                |                                     |

| Pontiac |                  | concern:                 | General Motors Verenigde Staten |
| Pontiac | divisie:         |                          |                                 |
| Pontiac | merk:            | Pontiac Verenigde Staten |                                 |
| Pontiac | model:           | G6 cabriolet             |                                 |
| Pontiac | einde productie: | 2009                     |                                 |
| Pontiac | productieaantal: | ?                        |                                 |

| Pontiac |                  | concern:                 | General Motors Verenigde Staten |
| Pontiac | divisie:         |                          |                                 |
| Pontiac | merk:            | Pontiac Verenigde Staten |                                 |
| Pontiac | model:           | Solstice                 |                                 |
| Pontiac | einde productie: | 2009                     |                                 |
| Pontiac | productieaantal: | 65.724                   |                                 |

| Pontiac |                  | concern:                 | General Motors Verenigde Staten |
| Pontiac | divisie:         |                          |                                 |
| Pontiac | merk:            | Pontiac Verenigde Staten |                                 |
| Pontiac | model:           | Torrent                  |                                 |
| Pontiac | einde productie: | 2009                     |                                 |
| Pontiac | productieaantal: | ?                        |                                 |

| Saab |                  | concern: | General Motors Verenigde Staten |
| Saab | divisie:         | |                                 |
| Saab | merk:            | Saab Zweden |                                 |
| Saab | model:           | 9-7X cross-over-suv (1 generatie; badge-engineered 3e generatie Oldsmobile Bravada uit 2001, een zustermodel van de Chevrolet TrailBlazer, voor de Noord-Amerikaanse markt, maar verscheen ook in een aantal Europese landen) |                                 |
| Saab | einde productie: | 2008 |                                 |
| Saab | productieaantal: | 7356 |                                 |

| Saleen |                  | concern:                | onafhankelijk |
| Saleen | divisie:         |                         |               |
| Saleen | merk:            | Saleen Verenigde Staten |               |
| Saleen | model:           | S7                      |               |
| Saleen | einde productie: | ?                       |               |
| Saleen | productieaantal: | ?                       |               |

## Latijns-Amerika
| Chevrolet |                  | concern:                                                                   | General Motors Verenigde Staten |
| Chevrolet | divisie:         | General Motors do Brasil Brazilië                                          |                                 |
| Chevrolet | merk:            | Chevrolet Verenigde Staten                                                 |                                 |
| Chevrolet | model:           | Celta Off-Road cross-over (1 generatie; variant van de hatchback uit 2000) |                                 |
| Chevrolet | einde productie: | 2006                                                                       |                                 |
| Chevrolet | productieaantal: | ?                                                                          |                                 |

| Chevrolet |                  | concern:                                                                            | General Motors Verenigde Staten |
| Chevrolet | divisie:         | General Motors do Brasil Brazilië                                                   |                                 |
| Chevrolet | merk:            | Chevrolet Verenigde Staten                                                          |                                 |
| Chevrolet | model:           | Vectra sedan (3e generatie; badge-engineered 3e generatie Opel Astra voor Brazilië) |                                 |
| Chevrolet | einde productie: | 2012                                                                                |                                 |
| Chevrolet | productieaantal: | ?                                                                                   |                                 |

## Australië
| Holden |                  | concern: | General Motors Verenigde Staten |
| Holden | divisie:         | |                                 |
| Holden | merk:            | Holden Australië |                                 |
| Holden | model:           | Astra driedeurhatchback / stationwagen (5e generatie; badge-engineered 3e generatie Opel Astra; variant van de vijfdeurhatchback uit 2004) |                                 |
| Holden | einde productie: | 2009 |                                 |
| Holden | productieaantal: | ? |                                 |

| Holden |                  | concern: | General Motors Verenigde Staten |
| Holden | divisie:         | |                                 |
| Holden | merk:            | Holden Australië |                                 |
| Holden | model:           | Barina drie- en vijfdeurhatchback (5e generatie; badge-engineered Daewoo Kalos; begin 2006 verscheen ook een sedanvariant) |                                 |
| Holden | einde productie: | 2011 |                                 |
| Holden | productieaantal: | ? |                                 |

| Holden |                  | concern:                                                                                | General Motors Verenigde Staten |
| Holden | divisie:         |                                                                                         |                                 |
| Holden | merk:            | Holden Australië                                                                        |                                 |
| Holden | model:           | Tigra hardtop-cabriolet (1 generatie; badge-engineered 2e generatie Opel Tigra TwinTop) |                                 |
| Holden | einde productie: | 2007                                                                                    |                                 |
| Holden | productieaantal: | ?                                                                                       |                                 |

| Holden |                  | concern:                                                                                                  | General Motors Verenigde Staten |
| Holden | divisie:         | |                                 |
| Holden | merk:            | Holden Australië                                                                                          |                                 |
| Holden | model:           | Viva vijfdeurhatchback / sedan / stationwagen (1 generatie; badge-engineered 1e generatie Daewoo Lacetti) |                                 |
| Holden | einde productie: | 2009 |                                 |
| Holden | productieaantal: | ? |                                 |